# Mycalesis semirasa
Mycalesis semirasa är en fjärilsart som beskrevs av Hans Fruhstorfer 1908. Mycalesis semirasa ingår i släktet Mycalesis och familjen praktfjärilar. Inga underarter finns listade i Catalogue of Life.